# Xerobion juchnevitchi
Xerobion juchnevitchi är en insektsart. Xerobion juchnevitchi ingår i släktet Xerobion och familjen långrörsbladlöss. Inga underarter finns listade i Catalogue of Life.